# 千両役者
千両役者（せんりょうやくしゃ）とは、江戸時代に歌舞伎役者の中でも、特に人気を誇り、大衆を魅了した者を表した語。彼等は、1年に千両を超えるほどの高い給金を得た事から、こう呼ばれるようになった。歌舞伎の演目には、千両役者のみで配役される演目も存在したという。現在では、プロスポーツ選手のうち、抜群な技能で観衆を沸かせる者のことをたとえて「千両役者」と呼ぶこともある。対義語は大根役者。

## 沿革
初代芳澤あやめ、二代目市川團十郎の両人が最初の千両役者といわれ、二代目團十郎が享保6年 (1721)給金千両を得たことが千両役者の誕生といわれる。芳澤あやめは千両役者以上の格であったとも言われる。